# سليمان عزت
فريق أول بحري سليمان عزت (ولد 16 أبريل 1910 - 25 يوليو 1970) هو أول قائد للبحرية المصرية بعد ثورة يوليو 1952، لكنه استقال بعد نكسة 1967 من منصبه، شهد له بالكفاءة الفائقة في البحر وهو واحد من أبرع من شهدتهم البحرية المصرية وهو أحد المؤسسين للبحرية المصرية الحديثة.

## حياته

سليمان عزت وأنور السادات.

تخرج سليمان عزت من الكلية الحربية عام 1931، وتدرج في المناصب ابتداءا من إدارة الكلية البحرية ثم رئيس أركان القوات البحرية ثم قائداً للبحرية لها. أسس الكلية البحرية ورأسها.
وقاد سليمان عزت البحرية المصرية من أكتوبر 1959 إلي يونيو 1967.
شارك سليمان عزت في حرب فلسطين عام 1948 ويقول اللواء بحري محمود متولي، إن الفريق سليمان عزت والفريق محمود ناشد قادا السفينتين نصر ومصر، وقاموا بقصف ميناء تل أبيب كرد علي خرق إسرائيل للهدنة بينها وبين الجيوش العربية، حين هاجمت السفينة الأمير فاروق، أثناء رسوها بميناء غزة، ليلة 22 أكتوبر 1948. وبدأ عزت الهجوم علي الميناء لمدة 13 دقيقة بواقع 92 قذيفة، واستمرت المعركة لثلاث ساعات يوم 1 يناير 1949، ونفذت المهمة أهدافها وعادت بسلام.
ويقول متولي إن أول قذيفة أطلقها سليمان عزت علي تل أبيب كتب عليها باللغة الإنجليزية "سنة سعيدة"، إذ كان الهجوم ليلة رأس السنة.

## استقالته
بعد نكسة 1967 أقيل قادة القوات المسلحة باعتبارهم رجال المشير عبد الحكيم عامر، ولذلك فقد أقيل المشير وعبد المحسن مرتجي (قائد القوات البرية)، والفريق هلال عبد الله هلال (مساعد القائد الأعلى)، وأنور القاضي، رئيس هيئة العمليات والفريق أول مهندس حليم إمام (قائد سلاح التنظيم والإدارة) والفريق أول صدقي محمود (قائد القوات الجوية). في 11 يونيو 1967 بحسب ما يذكر المشير عبد الغني الجمسي، في يوم اعتبره الجمسي حاسماً في القيادة والسيطرة علي القوات المسلحة بعد النكسة، إذ تم قبول استقالة قائد القوات البرية والقوات الجوية ورئيس هيئة عمليات القوات المسلحة في ذلك الوقت، بعد يوم واحد من إعلان المشير عبد الحكيم عامر وشمس بدران اعتزالهما. ولكن وقتها لم يصدر قرار بإقالة سليمان عزت حيث أن القوات البحرية لم تضار أثناء النكسة بل وحققت انتصارات على البحرية الإسرائيلية ولكن سليمان عزت قدم استقالته بإرادته وأصر عليها حتى قبلها جمال عبد الناصر.

## تكريمه
أطلق اسم الفريق أول سليمان عزت على دفعة 98 من خريجي الكلية الحربية المصرية. حمل اسمه زورق صواريخ طراز أمباسادور أم كي 3 والذي دخل الخدمة في البحرية المصرية بعد تسلمه من الولايات المتحدة في 19 نوفمبر 2013، لمصر في حفل بقاعدة بينساكولا البحرية بفلوريدا. و زورق الصواريخ «سليمان عزت» صمم خصيصاً لسلاح البحرية المصرية، وهو الأول من نوعه في العالم، ويعد أحد أسرع القطع البحرية العسكرية ومزود بثلاثة محركات ديزل تصل سرعتها القصوى لـ41 عقدة بحرية.

## أوسمة وأنواط
حصل على عدة أوسمة أهمها الميدالية التذكارية لحرب فلسطين 1948 ونوط الاستقلال عام 1956 والوسام العسكري من الدرجة الأولى عام 1961